# Macrocera villosa
Macrocera villosa är en tvåvingeart som beskrevs av Garrett 1925. Macrocera villosa ingår i släktet Macrocera och familjen platthornsmyggor.
Artens utbredningsområde är British Columbia. Inga underarter finns listade i Catalogue of Life.